# Lommagölen (Sillhövda socken, Blekinge)
Lommagölen är en sjö i Karlskrona kommun i Blekinge och ingår i Lyckebyån-Nättrabyåns kustområde. Lommagölen ligger i Lommaflyet Natura 2000-område.